# Peter van Asten
Peter van Asten (25 april 1951) is een Nederlandse muzikant, songwriter en muziekproducent.

## Muzikaal werk
Van Asten speelt eind jaren 60 in de band Amsterdam waarmee hij enkele kleine hits scoort. Enkele jaren later, in 1972, brengt hij twee singles uit onder de naam Peter Bewley.

## Producentschap
In 1975 start Van Asten met Richard de Bois een productie- en managementmaatschappij op, genaamd Ladybird Productions. Maggie MacNeal is de eerste act die hiervoor tekent en een aantal successen boekt. Andere acts van deze maatschappij zijn bijvoorbeeld Windjammer (Van Asten en De Bois tezamen), het trio Terra (met Laura Fygi), Lemming en de Dolly Dots. Voor de laatste band schreven Van Asten en De Bois ook de tekst en muziek voor de meeste van hun hits, zoals "(Tell it all about) Boys", "Radio", "Leila (The Queen of Sheba)", "Hela-di-la-di-lo", "Do you wanna wanna", en de grootste hit (nummer 1 in december 1983) "Love me just a little bit more" . 
Van Asten werkte veel samen met Willeke Alberti en schreef voor haar met De Bois Mijn hoofd weer op je schouder. In 1984 schreef hij Ik Hou Van Jou. De Volendamse zangeres Maribelle behaalde er een teleurstellende 13e plaats mee op het Eurovisiesongfestival maar het nummer groeide desondanks uit tot een klassieker die door veel artiesten werd opgenomen.